# Filippia follicularis
Filippia follicularis är en insektsart som först beskrevs av Targioni Tozzetti 1867.  Filippia follicularis ingår i släktet Filippia och familjen skålsköldlöss. Inga underarter finns listade i Catalogue of Life.